# Atocharse
En náutica, atocharse es sufrir una cuerda que ha de correr, opresión producida por la estrechez del sitio que atraviesa, impidiendo su libre curso. Si la opresión se produce en la cajera de un motón, por el que el cabo laborea, llegando este a detenerse por tal causa, se dice de ello atorarse.
También es sufrir una vela la misma opresión contra su respectivo mástil|palo y jarcia por efecto del viento. 